# 239046 Judysyd
239046 Judysyd è un asteroide della fascia principale. Scoperto nel 2006, presenta un'orbita caratterizzata da un semiasse maggiore pari a 2,4471750 UA e da un'eccentricità di 0,0374931, inclinata di 9,20101° rispetto all'eclittica.
L'asteroide è dedicato a Judith J. e Sydney P. Levine, genitori di uno degli scopritori.